# Mehmood Ali
Mehmood Ali Khan (Bombay, 29 de septiembre de 1932 - Pennsylvania, 23 de julio de 2004), fue un actor, director de cine, guionista, productor y cantante de playback o de reproducción indio. Participó en más de 300 películas.
Mehmood fue uno de los ocho hijos del actor Mumtaz Ali. Además hermano de la actriz Minoo Mumtaz. Comenzó su carrera como actor en Bombay participando en películas infantiles. Luego tuvo varios trabajos antes de casarse con Madhu Kumari, hermana de la actriz Meena Kumari, su primer hijo también es actor y cómico.
Su hijo Lucky Ali es un cantante y compositor, que también debutó como actor en una película. Su otro hijo Manzoor Ali es también actor.

## Filmografía

### Como actor
- Chote Nawab (1961)
- Sasuraal (1961)
- Dil Tera Diwana (1962)
- Zindagi (1964
- Gumnaam (1965)
- Johar Mehmood in Goa (1965)
- Bhoot bungla (1965)
- Pyar Kiye Ja (1966)
- Love in Tokyo (1966)
- Patthar ke Sanam (1967)
- Sunghursh (1968)
- Padosan (1968)
- Aankhen (1968)
- Do Phool (1968)
- Bombay to Goa (1972)
- Sadhu aur Shaitan (1968)
- Humjoli (1970)
- Main Sundar Hoon (1971)
- Johar Mehood in Hong Kong (1971)
- Kunwaara Baap (1974)
- Do Phool (1974)
- Ginny Aur Johnny (1976)
- Sabse Bada Rupaiya (1976)
- Andaz Apna Apna (1994)
- Guddu (1995)

### Como director
- Dushman Duniya Ka (1996)
- Janata Havaldar (1979)
- Ek Baap Chhe Bete (1978)
- Ginny Aur Johny (1976)
- Kunwara Baap (974)
- Bhoot Bungla (1965)